# Kottenborn
Kottenborn, amtliche Schreibweise bis 6. Dezember 1935: Cottenborn, ist eine Ortsgemeinde im Landkreis Ahrweiler in Rheinland-Pfalz. Sie gehört der Verbandsgemeinde Adenau an.

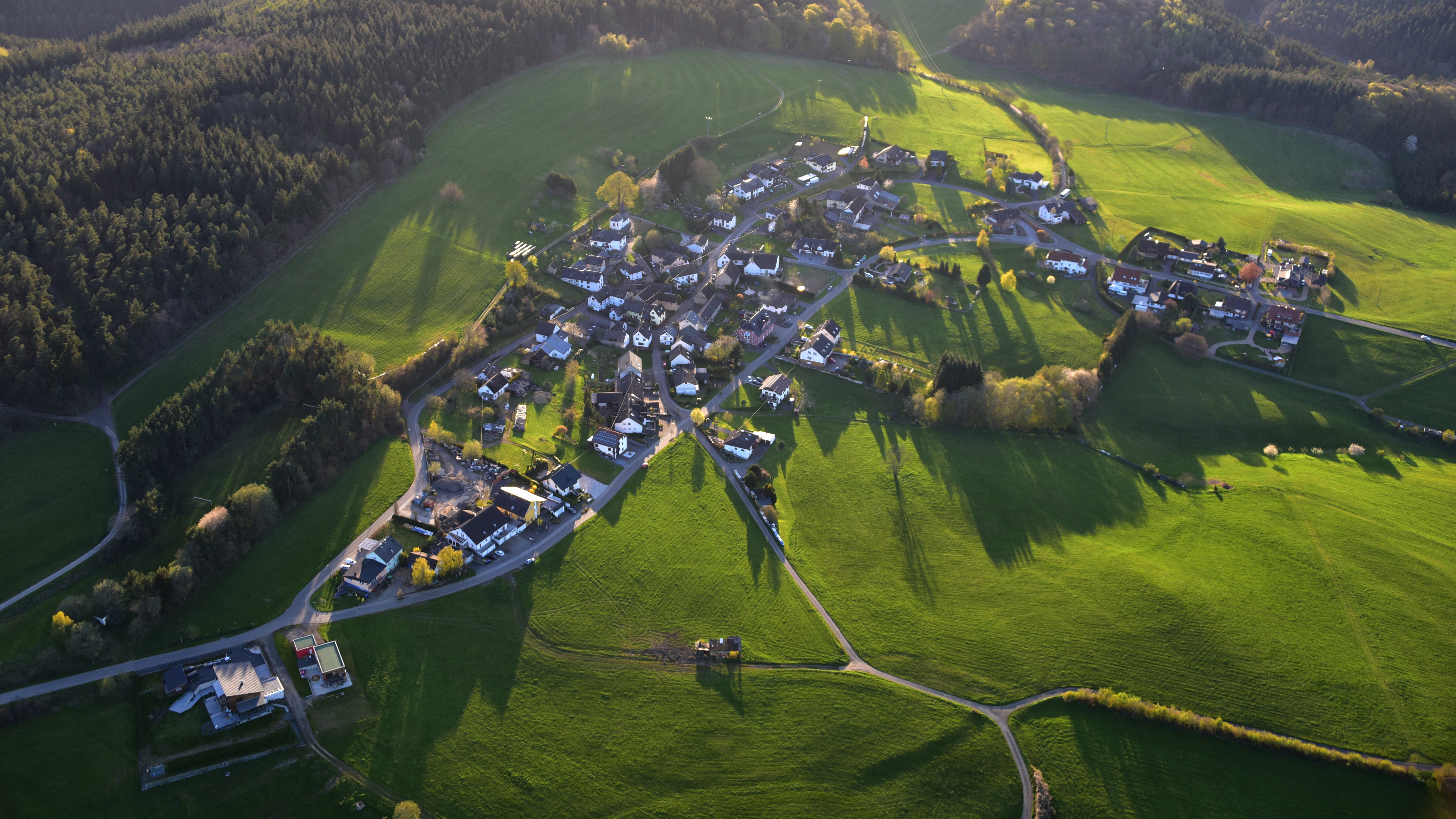
Kottenborn, Luftaufnahme (2016)

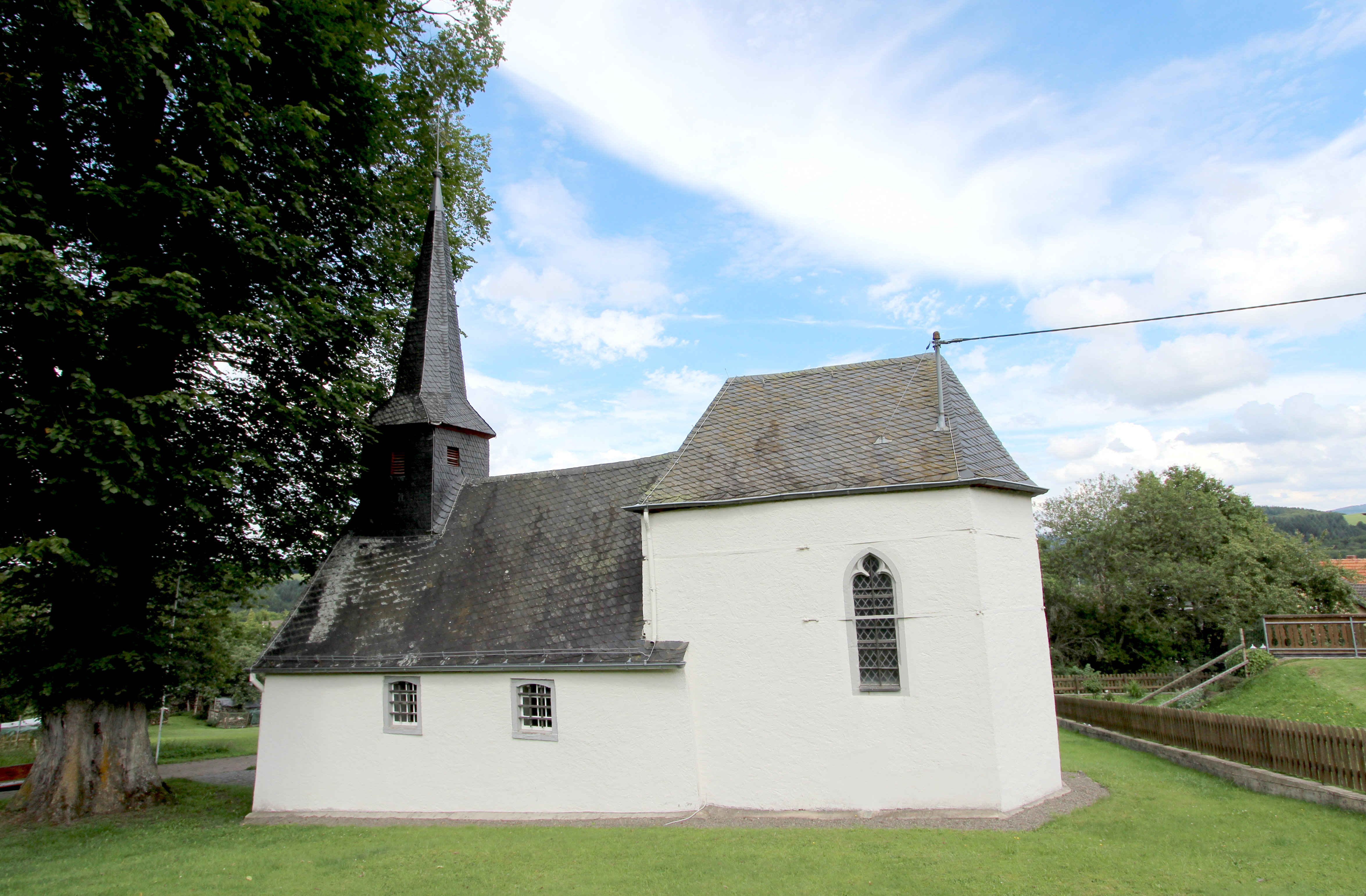
St. Antonius, der Einsiedler

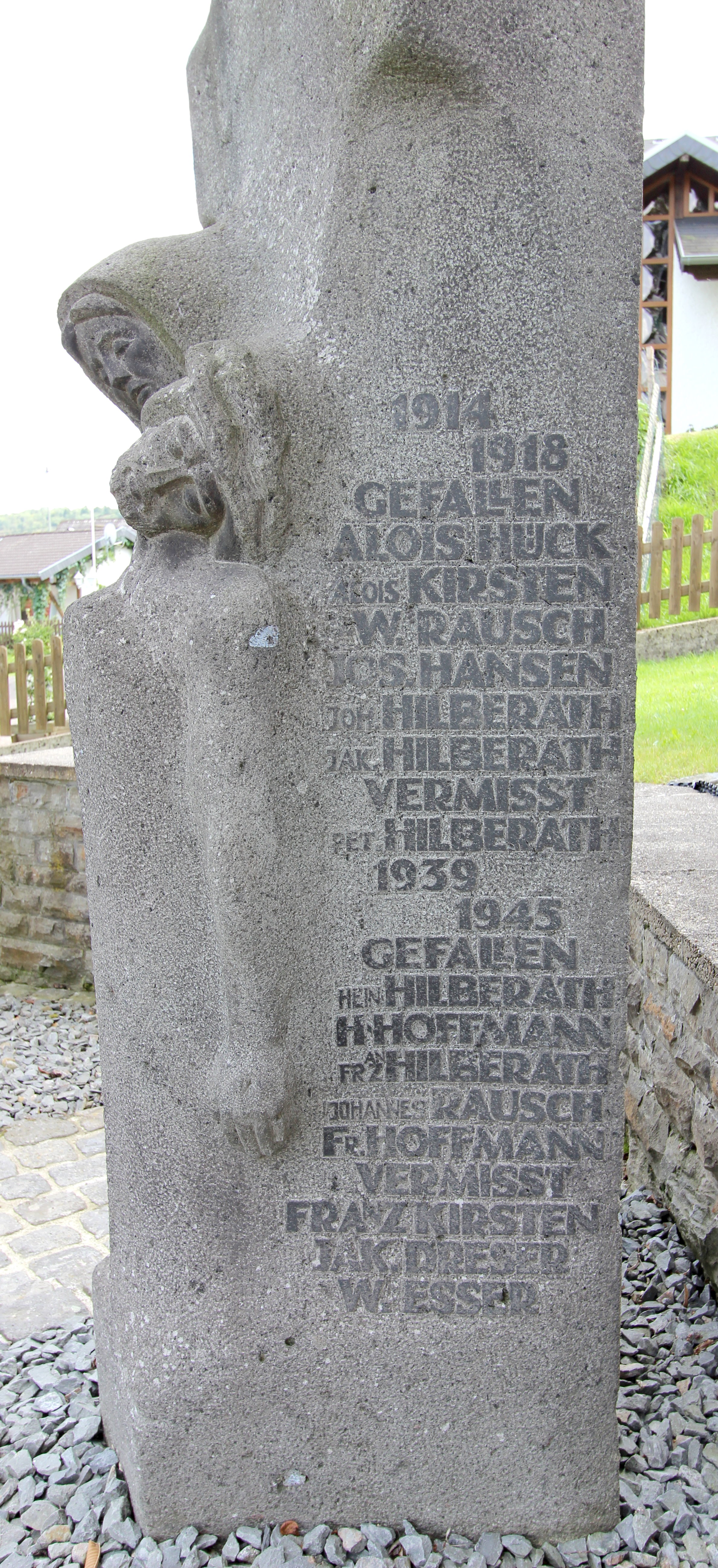
Gedenkstätte von Kottenborn

## Geographie
Kottenborn liegt in der Hocheifel, vier Kilometer südwestlich der Stadt Adenau auf einem von Süd nach Nord ins Tal des Goldbachs abfallenden Gelände. Die Wohnbebauung des Dorfs umfasst Höhenlagen von 470 m ü. NHN bis 515 m ü. NHN. Die Grenzen des Gemeindegebiets werden auf weiten Teilen vom Goldbach im Norden und vom Wirftbach im Westen gebildet, an deren Zusammenfluss es mit etwa 395 m ü. NHN seinen tiefsten Bodenpunkt erreicht. Zu Kottenborn gehört der Wohnplatz Unter dem Acker, der nördlich und leicht unterhalb des Hauptortes liegt.
Nachbargemeinden sind Wimbach und Quiddelbach.

## Geschichte
Der Name „Kottenborn“ deutet auf „Kottenbauer“ („Hüttenbauer“) hin und wurde als Bezeichnung für die ersten Bewohner des Ortes verwendet. Der Name wurde später wahrscheinlich von dem Hof „Cottenborn“ auf den heutigen Ort übertragen. Erstmals erwähnt wurde der Name „Cottenbuyr“ in einer Urkunde zum Kapellenbau vom 20. Juli 1403.
Der Entstehungszeitpunkt des ersten Siedlungshofes in Kottenborn, aus dem sich der Ort entwickelte, ist unbekannt. Kottenborn gehörte bis 1794 zum Schultheißenamt Adenau im kurkölnischen Amt Nürburg. Als ab 1794 die französische Verwaltung mit der Zerschlagung aller linksrheinischen Herrschaften begann, ging der Ort an den neu gebildeten Kanton Adenau. Nachdem das französische Reich wieder zurückgedrängt worden war, gehörte Kottenborn zur preußischen Bürgermeisterei und zum Kreis Adenau. Aus ab 1813 entstandenen Grenzstreitigkeiten mit Wimbach ging zunächst Wimbach als Sieger hervor, das die Distrikte „Hatzerder Busch“ und „Selbach“ erhielt. Dabei bildete der Goldbach die Grenze zwischen beiden Orten. Erneute Streitigkeiten zwischen den beiden Dörfern ab 1817 konnte Kottenborn erst 1847 als Sieger beenden.
1916 wurde die Wasserversorgung Kottenborns stark ausgebaut. Elektrifiziert wurde der Ort 1923.
Ab 1932 lag Kottenborn im Bereich des Kreises Ahrweiler. Bombardierungen im Zweiten Weltkrieg verursachten den Absturz einiger Flugzeuge auf der Gemarkung Kottenborn. Bei der Flurbereinigung von 1960/61 wurde der Ort kanalisiert und eine Asphaltstraße angelegt.
Statistik zur Einwohnerentwicklung
Die Entwicklung der Einwohnerzahl von Kottenborn, die Werte von 1871 bis 1987 beruhen auf Volkszählungen:
| Jahr | Einwohner |
| ---- | --------- |
| 1815 | 120       |
| 1835 | 161       |
| 1871 | 109       |
| 1905 | 93        |
| 1939 | 101       |
| 1950 | 108       |
| 1961 | 121       |

| Jahr | Einwohner |
| ---- | --------- |
| 1970 | 155       |
| 1987 | 140       |
| 1997 | 172       |
| 2005 | 182       |
| 2017 | 175       |
| 2022 | 175       |

## Politik

### Bürgermeister
Klaus Jüngling ist Ortsbürgermeister von Kottenborn.

### Wappen
| Wappen von Kottenborn | Blasonierung: „Im blauen Schildhaupt ein silbernes Antoniuskreuz mit je einem goldenen Glöckchen an den Querarmen. Im silbernen Schildfuß ein rotes Johanniterkreuz.“ |
| Wappen von Kottenborn | Wappenbegründung: Im Wappen ist das Zeichen des Ortspatron St. Antonius, das T-förmige Antoniuskreuz mit je einem Glöckchen an den Querarmen wiedergegeben. Die Kapelle, deren Bau die Johanniterkommende Adenau gestattete, hat im spätgotischen Chor im Schlussstein die Jahreszahl 1525. Das zweiachsige Schiff ist im 17. Jh. errichtet. In früherer Zeit wurde sie viel von Wallfahrern am St. Antonius-Tag (17. Januar) besucht. Die besondere Verbindung von Kottenborn zum Johanniterorden ist durch die Aufnahme des Johanniterkreuzes im Wappen dokumentiert. |

## Kultur und Sehenswürdigkeiten
- Die Filialkirche St. Antonius in Kottenborn wurde um 1403 erbaut. Sie ist mit ihren über 600 Jahren die älteste Kirche im Bistum Trier. Der spätgotische Chor wurde 1525 errichtet, das zweiachsige Schiff im 17. Jahrhundert angebaut. Ein Austausch und die Sanierung des Daches erfolgte 1826. Bei der vom Land, Landkreis, Bistum und Gemeinde finanzierten, weitreichenden Restaurierung wurden kulturgeschichtlich wertvolle, spätgotische Fresken freigelegt. Eine zweite Glocke wurde 1984 eingebaut. Eine erneute Renovierung wurde von 1999 bis 2000 durchgeführt, wobei u. a. der Außenputz erneuert und die Spitze des Glockenturms neu aufgebaut wurde.
- Über das Gemeindegebiet sind einige alte Grabkreuze verteilt.
- Wanderrouten in und um Kottenborn.[7]

Siehe auch: Liste der Kulturdenkmäler in Kottenborn

## Tourismus
Durch die Nähe der Motorrennstrecke Nürburgring bestehen im Ort mehrere Übernachtungsmöglichkeiten für Besucher.

## Verkehr
Kottenborn liegt im Gebiet des Verkehrsverbundes Rhein-Mosel. Die Buslinie 881 der Verkehrsbetriebe Region Mitte (VRM) verbindet den Ort an jedem Tag stündlich mit der Stadt Adenau. Der nächste Bahnhof ist Ahrbrück an der Ahrtalbahn nach Remagen.
Die Gemeinde ist durch die K 19 erschlossen.